# Apostichopus japonicus
Hải sâm Nhật Bản (Danh pháp khoa học: Apostichopus japonicus) là một loài hải sâm trong họ Stichopodidae phân bố ở Nhật Bản

## Đặc điểm
Con hải sâm lớn dài 20 – 30 cm, có khoảng 20 xúc tu miệng. Các ống ăn mồi dày đặc thành 3 hàng trên mặt bụng. Các gai cao và nhỏ mọc thành 6 hàng dọc theo lưng và các mặt bên. Chúng có 3 màu, trong đó loại đỏ được cho là di truyền từ loại xanh lá cây và đen.
Ở đảo Hokkaido, phần phía bắc Nhật Bản, hải sâm phải mất 3,5 - 4,5 năm để đạt trọng lượng 100g và 5 - 6 năm để đạt 200g. Ở Aomori, phía nam Hokkaido, cũng phải mất ít hơn 1 - 2 năm để đạt kích cỡ tương tự. Hải sâm Nhật Bản cũng bị mắc một số loại bệnh do virus, vi khuẩn, nấm, nguyên sinh động vật, giáp xác tấn công.

## Sinh sản
Hải sâm sinh sản và đẻ trứng vào mùa xuân (tháng 3) ở phía nam và mùa hè (tháng 7) ở Nhật Bản, khi nhiệt độ nước đạt 13 - 220C. Ấu trùng phù du ở giai đoạn Auricularia ăn thực vật phù du và phát triển đến 1 mm sau khi nở 8 - 12 ngày. Sau đó chúng co rút cơ thể còn 400 - 500 µm rồi chuyển sang giai đoạn Doliolaria và sẵn sàng bám đáy.
Trong điều kiện tự nhiên, tốc độ tăng trưởng của hải sâm thay đổi tùy theo vị trí. Giao tử thu được bằng cách kích thích nhiệt, trứng được thụ tinh trong vòng 2 giờ. Sau khoảng 18 giờ thì trứng nở, ấu trùng được nuôi với mật độ 1 - 2 ml và cho ăn bằng vi tảo (Chaetoceros gracilis). Con giống đạt kích cỡ 2 – 3 cm được chuyển đến nơi nuôi thương phẩm.

## Khai thác
Có nhiều loài hải sâm ở Nhật Bản, nhưng loài có chất lượng cao nhất là Hải sâm đỏ. Thời vụ tốt nhất là mùa đông, nhưng cũng có bán vào mùa xuân. Chúng có rất nhiều tên ở Nhật, như Namako, Manamako, Akako, Aoko, Kaiso và được đánh bắt ở khắp các đảo của Nhật. Chúng đẻ trứng từ cuối mùa xuân đến đầu mùa hè, vì vậy mùi vị của chúng ngon nhất vào mùa xuân và có vị ngọt.
Nhiều người thích hải sâm đỏ vì chúng mềm và mùi vị ngon hơn. Chọn con có thịt chắc và da sáng. Người Nhật ăn chúng bằng nhiều cách. Giống người Hoa, người Nhật ăn chúng ở dạng khô, gọi là Bachiko. Chúng thường được luộc với chè xanh, họ cũng dùng chúng làm Sashimi, hoặc Sushi nigiri. Nội tạng của chúng, gọi là konowata, được xem là món ngon, món nổi tiếng là Gunkan sushi.